# Phelister wickhami
Phelister wickhami är en skalbaggsart som beskrevs av Thomas Casey 1916. Phelister wickhami ingår i släktet Phelister och familjen stumpbaggar. Inga underarter finns listade i Catalogue of Life.